# Francouzský Súdán

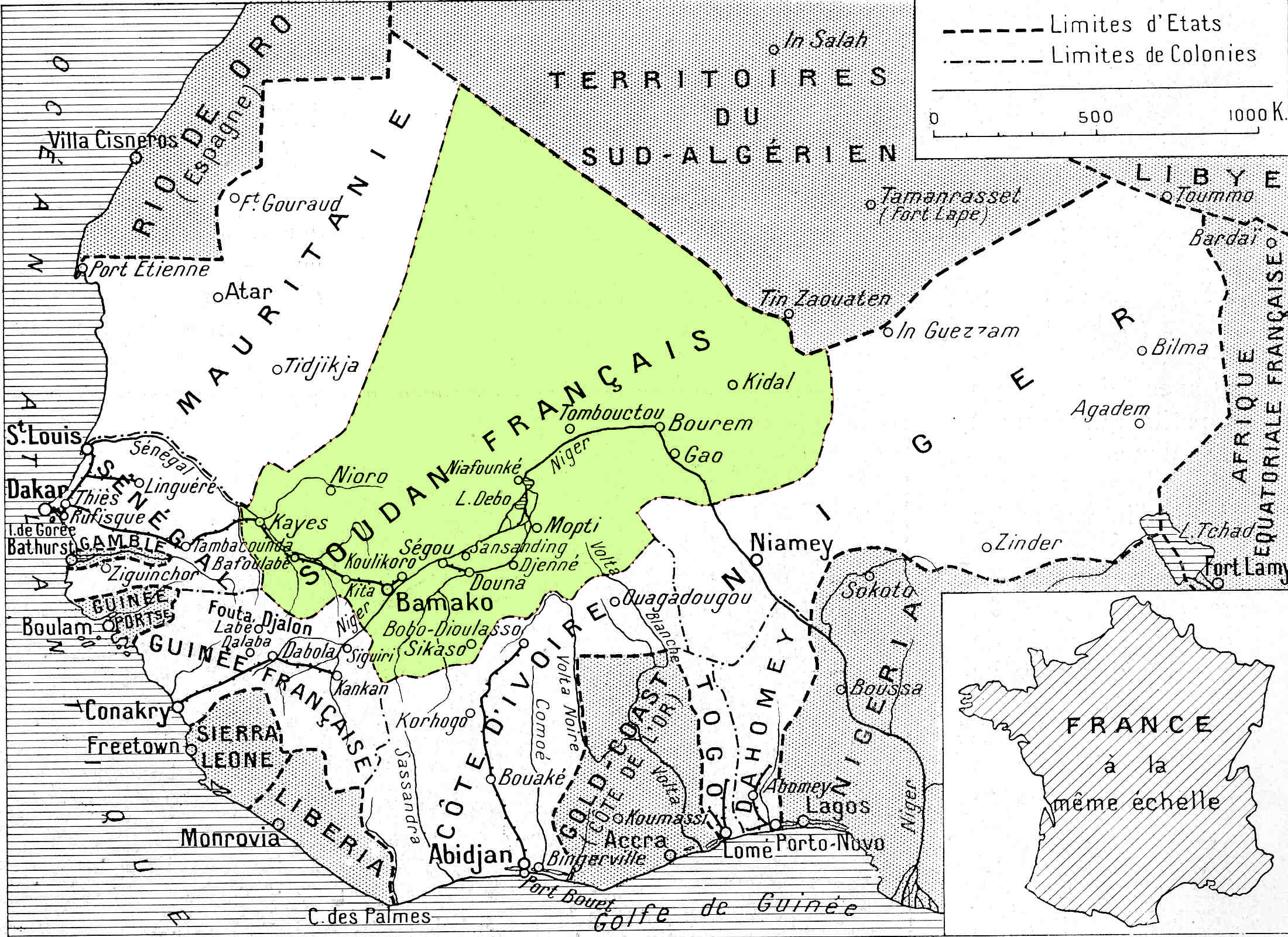
Starší mapa francouzského Súdánu

Francouzský Súdán (francouzsky Soudan français) byla kolonie ve Francouzské Západní Africe, která měla dvě samostatná období existence, první mezi lety 1890 až 1899 a poté v letech 1920 až 1960, kdy se území stalo samostatným státem Mali.
Současný stát Súdán leží ve východní Africe.